# Pyrope pyrope
El diucón o monjita diucón (Pyrope pyrope), también conocido como urco o huilco, es una especie de ave paseriforme de la familia Tyrannidae, la única perteneciente al género Pyrope; hasta el año 2020 era incluida en el género Xolmis. Es nativo del suroeste de América del Sur.

## Distribución y hábitat
Se reproduce desde el centro norte de Chile (centro de Coquimbo) y centro oeste de Argentina (Neuquén) hacia el sur hasta Tierra del Fuego. La población más sureña es completamente migratoria; la especie está presente a lo largo de la mayor parte de su zona durante todo el año, pero al norte solamente durante los inviernos australes, desde Coquimbo hasta el sur de Antofagasta en el norte de Chile. También fue registrado como vagante entre marzo y septiembre en las islas Malvinas. La subespecie P. pyrope fortis es endémica del archipiélago de Chiloé y se diferencia por su tamaño un poco mayor y colores algo más oscuros.
Esta especie es considerada bastante común en sus hábitats naturales: los bordes de bosques húmedos templados, los claros en regeneración y los huertos. Puede llegar hasta los 3050 m de altitud.

## Descripción

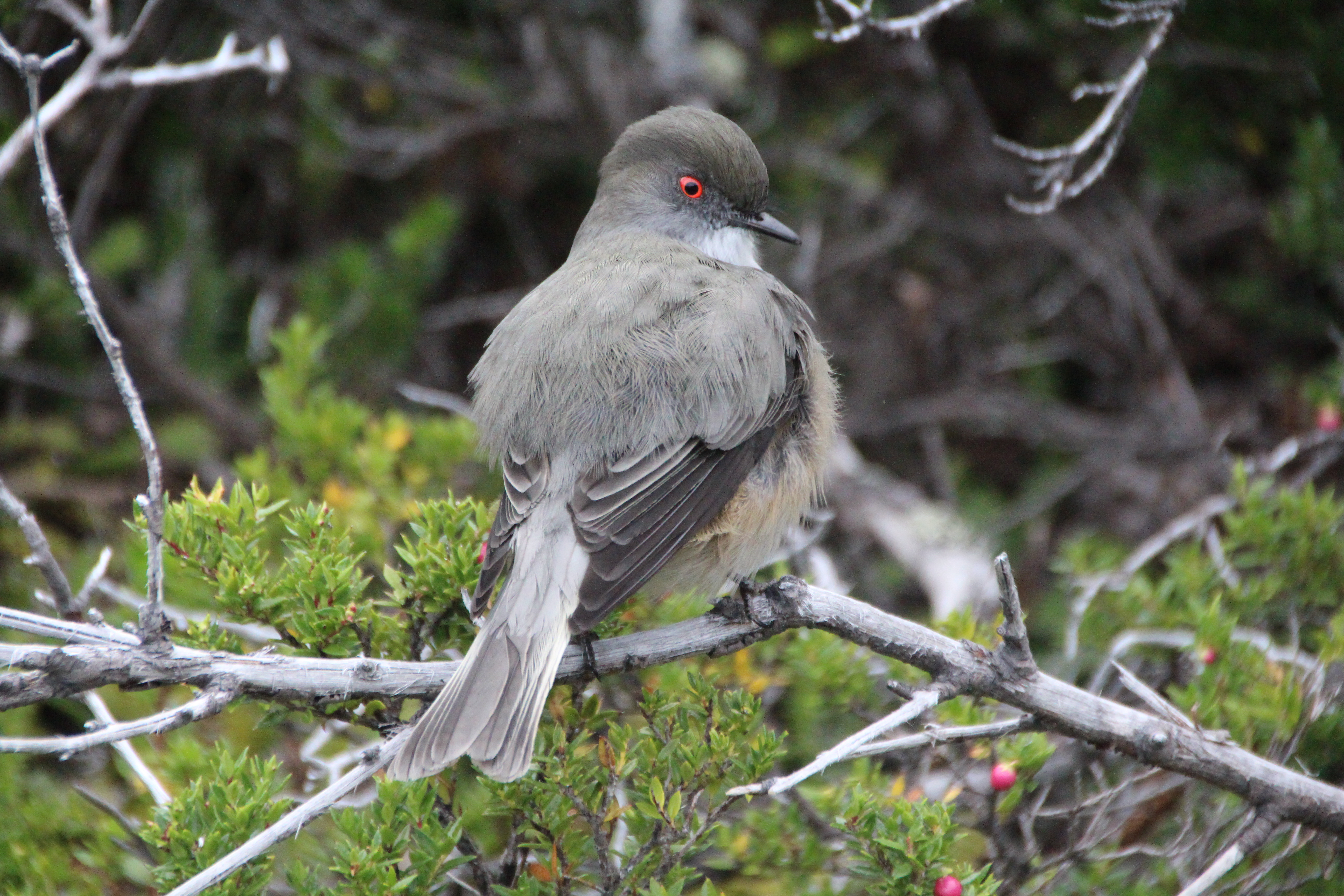
En el Parque nacional Torres del Paine.

Esta ave mide 21 cm de longitud y posee una característica cabeza grande y aplanada por arriba (lo que le da una forma cuadrada), junto con una garganta saliente. No presenta dimorfismo sexual. La intensidad del color rojo de sus ojos está directamente relacionada con la madurez sexual del individuo (entre más edad, el iris es más rojizo). Posee un plumaje gris, con garganta y partes inferiores blancas, a excepción de los flancos, los cuales son grisáceos.

## Comportamiento
Aunque es de conducta solitaria generalmente, en invierno pueden juntarse varios individuos en un área reducida. Generalmente se encarama en un lugar abierto, saltando al suelo detrás de una presa, con menos frecuencia cazando en vuelo.

### Alimentación
Su dieta consiste principalmente de insectos, pero también incluye frutos, principalmente en el invierno.

### Vocalización
Es bastante callado, pero ocasionalmente emite un llamado suave «pit» o «juit».

### Descripción original
La especie P. pyrope fue descrita por primera vez por el naturalista alemán Friedrich Heinrich von Kittlitz en 1830 bajo el nombre  Muscicapa pyrope; su localidad tipo es: «Tome, Bahía de Concepción, Chile».
El género Pyrope fue propuesto por los ornitólogos alemanes Jean Cabanis y Ferdinand Heine en 1859, con una única especie, Pyrope kittlitzi, la especie tipo, que resultó ser un sinónimo posterior de la presente, originalmente descrita por Kittlitz.

### Etimología
El nombre genérico y también el nombre de la especie «Pyrope» proviene del griego «purōpēs» que significa ‘ojo de fuego’.

### Taxonomía
Este distinto habitante de los bosques patagónicos estuvo tradicionalmente colocado en el género Xolmis, a pesar de que algunas décadas atrás ya había sido colocado en su propio género monotípico. Los estudios genéticos recientes de Ohlson et al. (2020) y Chesser et al. (2020) concluyeron que no está emparentado con los Xolmis y propusieron su retorno al género resucitado Pyrope. El Comité de Clasificación de Sudamérica (SACC) aprobó este cambio en la Propuesta No 885 de septiembre de 2020.

### Subespecies
Según las clasificaciones del Congreso Ornitológico Internacional (IOC) y Clements Checklist/eBird v.2021 se reconocen dos subespecies, con su correspondiente distribución geográfica:
- Pyrope pyrope fortis (Philippi Bañados & A.W. Johnson), 1946 – archipiélago de Chiloé, centro sur de Chile.
- Pyrope pyrope pyrope (Kittlitz), 1830 – centro y sur de Chile y suroeste de Argentina, hacia el sur hasta Tierra del Fuego. Inviernos en el norte de Chile (de Coquimbo al sur de  Antofagasta).